# Puente de Kalinov
El Puente de Kalinov (en ruso: Калинов мост, Kalinov Most), en los cantos épicos rusos, une las orillas del Río de Fuego, el Smorodina: de un lado está el Bien y del otro, el Mal. En otras fuentes se dice que el puente separa el mundo de los vivos y el de los muertos.
El que pisa el Puente de Kalinov estaría en una frontera, en un límite donde ya no puede haber titubeos, ya que la decisión entre el Bien y el Mal ha sido predeterminada en el trascurso de su vida. No en vano en el folklore el Puente de Kalinov es visto como el lugar donde se enfrentan los héroes rusos con las fuerzas del mal.
Su nombre provendría de la palabra del ruso antiguo "kalina" (калина), que significaba algo muy caliente o incandescente. Posiblemente tendría que ver con la naturaleza del mismo puente, erigido entre las dos orillas del Río de Fuego. Otras fuentes sostienen que en los antiguos cantos rusos se utilizaban dos adjetivos para designar al puente: "kalinovi" y "medianoi" o "medni", es decir, "de cobre", estando este material muy unido al concepto del fuego.
- Datos: Q4209727